# غاري بانكس
غاري بانكس (بالإنجليزية: Gary Banks)‏ هو لاعب كرة قاعدة أمريكي، ولد في 4 نوفمبر 1981 في ميريديان في الولايات المتحدة.

## وصلات خارجية
- غاري بانكس على موقع مرجع كرة القدم المحترفة.كوم (الإنجليزية)